# Gypogyna
Gypogyna Simon, 1900 è un genere di ragni appartenente alla famiglia Salticidae.

## Distribuzione
L'unica specie nota di questo genere è stata rinvenuta in alcune località del Paraguay e dell'Argentina.

## Tassonomia
A maggio 2010, si compone di una specie:
- Gypogyna forceps Simon, 1900[2]  — Paraguay, Argentina